# Pseudolaubuca sinensis
Pseudolaubuca sinensis és una espècie de peix cipriniforme de la família dels ciprínids que es troba a Guangdong (Xina) i el Vietnam.